# Karen Oganesjan
Karen Oganesjan (født 26. juni 1978 i Gjumri i Sovjetunionen) er en russisk og armensk filminstruktør.

## Filmografi
- Ja ostajus (Я остаюсь, 2007)[1][2]
- Domovoj (Домовой, da.: Husånden, 2008)
- Pjat nevest (Пять невест, 2011)
- Bez granits (Без границ, 2015)
- Geroj (Герой, 2019)
- Moloko (Молоко, 2021)